# ال‌جی جی۶
ال‌جی جی۶ (به انگلیسی: LG G6) یک تلفن هوشمند اندرویدی از سری جی است که توسط ال‌جی الکترونیک ساخته شده‌است. جی۶ در همایش جهانی گوشی همراه در ۲۶ فوریه سال ۲۰۱۷ به‌عنوان جانشین مدل جی۵ معرفی شد.
شرکت ال‌جی پرچمدار سال ۲۰۱۷ خود را با ترکیبی از فلز و شیشه طراحی کرده و برای قاب پشتی آن از نسل پنجم گوریلا گلس استفاده کرده‌است. ال‌جی جی۶ در برابر نفوذ مایعات و گرد و غبار مقاوم است و می‌تواند تا سی دقیقه در عمق یک متری آب دوام بیاورد. ال‌جی حسگر اثرانگشت این گوشی را در پنل پشت و زیر دوربین جای داده‌است. این گوشی قرار بود به پردازنده اسنپ‌دراگون ۸۳۵ مجهز شود؛ ولی چون سامسونگ خواست سری اول تولیدات این پردازنده تماماً به گلکسی اس۸ تعلق گیرد و ال‌جی که قصد ارائهٔ زودتر جی۶ از اس۸ را داشت مجبور شد به ناچار از پردازنده ضعیف تر اسنپ‌دراگون ۸۲۱ در جی۶ استفاده کند.
این گوشی ال‌جی که یک یا دو سیم کارت را در خود جای می‌دهد از نمایشگر ۵٫۷ اینچی با رزولوشن ۱۴۴۰ در ۲۸۸۰ بهره می‌برد. اما آنچه باعث خاص بودن جی۶ می‌شود، نسبت تصویر ۱۸:۹ یا ۲:۱ آن است؛ به لطف این ویژگی می‌توان نمایشگر را به دو مربع کاملاً یکسان تقسیم کرد؛ قابلیتی که سامسونگ نیز در رابط کاربری گلکسی اس۸ به کار گرفته‌است. اما نسبت تصویر ۱۸:۹ تنها قابلیت کلیدی جی۶ نیست.
جی۶ نخستین گوشی هوشمندی است که به همراه پشتیبانی از هر دو استاندارد دالبی ویژن و اچ‌دی‌آر ۱۰ روانهٔ بازار شده‌است. فناوری یاد شده پیش از این تنها در تلویزیون‌ها و با هدف نمایش بهتر رنگ‌ها، سطوح دقیق کنتراست و زوایای دید گسترده‌تر به کار گرفته می‌شد.
ال‌جی در پرچمدار ۲۰۱۷ خود همانند ال‌جی جی۵ از از ماژول دوگانهٔ دوربین استفاده کرده‌است.
در ۱۹ ژوئن ۲۰۱۷، نسخه‌ای از این گوشی با نام ال‌جی جی۶+ (به انگلیسی: +LG G6) عرضه شد که ۱۲۸ گیگابایت حافظهٔ داخلی و ۶ گیگابایت رم داشت.